# Wallandt Ernő
Radnai 'Wallandt Ernő, németes névformában Ernest von Wallandt (Máriaradna,  1845. augusztus 10. – Orsova, 1912. szeptember 27.) mérnök, a Vaskapu szabályozásának egyik tervezője és a munkálatok vezetője.

## Életútja
Édesapja Wallandt Henrik (1804–1872) mérnök, miniszteri osztálytanácsos volt, aki folyamszabályozási munkákat vezetett, így 1840-ben a Maros-hajózási munkák vezetése miatt került Radnára, majd Nagyváradra.
Wallandt Ernő középiskoláit Nagyváradon és Budán járta; 1863-ban a József Műegyetemre ment, melynek végeztével 1867. szeptember 30-án mint mérnökgyakornok államszolgálatba lépett. 1873-ban a bécsi világkiállításon a közmunka- és közlekedésügyi minisztériumot képviselte és még ugyanez évben részt vett az aldunai zuhatagok szabályozásának terveit előkészítő nemzetközi bizottság működésében. 1876-ban átvette a sárospataki, 1878-ban pedig mint királyi főmérnök a vásárosnaményi folyammérnöki hivatal vezetését. 1883-tól 1889-ig a közmunka- és közlekedési minisztériumban, mint a műszaki tanács tagja működött miniszteri főmérnöki, majd középítészeti felügyelői és 1885-től miniszteri osztálytanácsosi minőségben. Ez idő alatt bízták meg 1883-ban a Vaskapu-szabályozás terveinek elkészítésével. 1885-ben a brüsszeli első, 1886-ban a bécsi második, 1887-ben a frankfurti harmadik nemzetközi belhajózó kongresszuson a kormány képviseletével bízták meg. 
Legfontosabb munkálkodása 1889-től kezdődik, amikor Orsovára a Vaskapu-szabályozási magyar királyi művezetőség főnöke és 1893-ban címzetes miniszteri tanácsos lett. 1894-ben a szerb másodosztályú Takova-rendet kapta, 1896-ban valóságos miniszteri tanácsossá léptették elő, és ez év szeptemberében a Vaskapu megnyitásakor a Lipót-rend lovagkeresztjével tüntették ki és még ez évben az ezredéves országos kiállításon szerzett érdemeiért megkapta a millenniumi arany emlékérmet is. 1899-ben Ferenc József, mint magyar király, nemesi rangot és a „radnai” előnevet adományozta neki. 1908-ban megkapta a Szent István-rend kiskeresztjét.  
Cikkei a Magyar Mérnök- és Építészegylet Közlönyében (1882. A Kulpa folyó szabályozása hajózási szempontból, 1884. Az aldunai zuhatagokon keresztül létesítendő hajóutak).

## Munkája
- Adatok a Vaskapu szabályozásának történetéhez. Bpest, 1903. (Különnyomat a Magyar Mérnök- és Építészegylet Közlönyéből.)